# Richard Yniguez
Richard Bonilla Yñiguez (* 8. Dezember 1946 in Firebaugh, Kalifornien) ist ein US-amerikanischer Schauspieler und Regisseur.

## Leben
Yñiguez wurde in Firebaugh geboren und ist der Sohn von Santiaga Carillo und Rodolfo „Rudy“ Yñiguez, hispanoamerikanischer Eltern. Von 1967 bis 1968 besuchte er das East Los Angeles City College.
Vom 22. Februar 1969 bis Juni 1974 war er mit Priscilla Ann Garcia verheiratet; aus der Ehe stammt ein gemeinsames Kind.

## Karriere
Richard Yñiguez begann seine über 45-jährige Karriere vor der Kamera im Jahr 1970. Erste Rollen hatte er im Film Tribes und in einer Folge der Fernsehserie Here’s Lucy, an der Seite von Lucille Ball. Es folgten Haupt- und Nebenrollen in zahlreichen Filmen, Fernsehfilmen und Fernsehserien.
So war er 1975 in dem Film Turm des Schreckens zu sehen, 1978 in Todesflug 401, 1979 in Boulevard des Todes, 1993 in Lauras Schatten, 1999 in Judgement Day – Der jüngste Tag und im Jahr 2000 in What’s Cooking?
Yñiguez ist ein gefragter Seriendarsteller: neben zahlreichen Gastauftritten hatte er wiederkehrende Rollen in Fernsehserien wie Barnaby Jones, Hawaii Fünf-Null, Delvecchio, Police Story – Immer im Einsatz, Weltkrieg III, Das A-Team, Mama Malone, Simon & Simon, Ohara, Hunter, Zorro – Der schwarze Rächer, Zeit der Sehnsucht und Babylon 5. 1984 sprach Yñiguez für die Figur des Cruz Castillo in der Seifenoper California Clan vor; die Rolle ging schließlich an den Schauspieler A Martinez, die diesem zum Durchbruch verhalf.
Zuletzt war Yñiguez 2008 in der Fernsehserie Ylse und 2015 in dem Kurzfilm Ole Sparky zu sehen.
Neben der Arbeit vor der Kamera synchronisierte er auch Filme und Computerspiele als Sprecher und Voiceover-Darsteller, beispielsweise im Jahr 2004 für den Film Mann unter Feuer mit Denzel Washington und 2002 für das Videospiel Law & Order: Dead on the Money. Bei dem Kurzfilm La Negrita: the Miracle of Our Lady of Los Angeles, der im Dschungel von Costa Rica entstand, führte er im Jahr 1985 Regie und war ausführender Produzent; der Film wurde auf dem Chicago Latino International Film Festival ausgezeichnet.
Yñiguez war Vorstandsmitglied der Screen Actors Guild (SAG), nationaler Vorsitzender des EEOC, im Vorstand des Latino Hispanic Writers Committee der Writers Guild of America und ein Gründungsmitglied der Organisation NOSOTROS, deren Vorsitzender er für zwei Jahre war. Er ist Inhaber des Produktionsunternehmens Yñiguez & Associates in Colton, das Film- und Fernsehprojekte realisiert.
Im deutschen Sprachraum wurde Richard Yñiguez unter anderem von Detlef Bierstedt, Leon Boden, Michael Christian, Wolfgang Condrus, Hans-Jürgen Dittberner, Arne Elsholtz, Stephan Ernst, Norbert Gescher, Frank Glaubrecht, Kurt Goldstein, Ingolf Gorges, Stefan Gossler, Till Hagen, Peter Kirchberger, Fred Maire, Uwe Paulsen, Eberhard Prüter, Melvin Quinones, Lutz Riedel, Udo Schenk, Klaus Sonnenschein, Ortwin Speer, Martin Umbach, Udo Wachtveitl, Elmar Wepper, Hans-Jürgen Wolf und Wolfgang Ziffer synchronisiert.

## Auszeichnungen
- Chicago Latino International Film Festival: Auszeichnung für La Negrita: the Miracle of Our Lady of Los Angeles[4][6]

## Filmografie (Auswahl)

### Film
- 1970: Tribes
- 1972: Man on a String (Fernsehfilm)
- 1972: Fireball Forward (Fernsehfilm)
- 1972: Die Ferien des Mr. Bartlett (Cancel My Reservation)
- 1974: Zandys Braut (Zandy’s Bride)
- 1974: Together Brothers
- 1974: Zwei gegen den Rest der Welt (How Come Nobody’s on Our Side?)
- 1975: Turm des Schreckens (Fernsehfilm)
- 1976: Shark Kill (Fernsehfilm)
- 1977: The Hunted Lady (Fernsehfilm)
- 1978: Bis aufs Blut (Raíces de sangre)
- 1978: Todesflug 401 (Fernsehfilm)
- 1979: Boulevard des Todes (Boulevard Nights)
- 1982: Memories Never Die (Fernsehfilm)
- 1985: La Negrita: the Miracle of Our Lady of Los Angeles
- 1986: Houston: The Legend of Texas (Fernsehfilm; auch: Gone to Texas)
- 1988: Das dreckige Dutzend – The Fatal Mission (Fernsehfilm; The Dirty Dozen: The Fatal Mission)
- 1989: Aufs Kreuz gelegt (Fernsehfilm; Jake Spanner, Private Eye)
- 1989: Todesambulanz (Crime of Crimes)
- 1990: Tulare City Limits (Kurzfilm)
- 1993: Feuersturm über Kalifornien (Fernsehfilm; Firestorm: 72 Hours In Oakland)
- 1993: Lauras Schatten (Fernsehfilm)
- 1993: Rio Diablo (Fernsehfilm)
- 1994: Confessions: Two Faces of Evil (Fernsehfilm)
- 1997: Die Kriegsmacher (Fernsehfilm; The Second Civil War)
- 1999: Judgement Day – Der jüngste Tag
- 2000: Chain of Command – Helden sterben nie (Chain of Command)
- 2000: What’s Cooking?
- 2000: A Family in Crisis: The Elian Gonzales Story (Fernsehfilm)
- 2000: Frankie & Hazel – Zwei Mädchen starten durch (Fernsehfilm; Frankie & Hazel)
- 2001: Carmen: A Hip Hopera (Fernsehfilm)
- 2004: B-Girl (Kurzfilm)
- 2005: Meet Me in Miami
- 2009: B-Girl – Tanz ist dein Leben! (B-Girl)
- 2009: Miracle (Kurzfilm)
- 2014: Pretty Rosebud
- 2015: Ole Sparky (Kurzfilm)

### Fernsehen
- 1970: Here’s Lucy
- 1971: Dr. med. Marcus Welby
- 1971: Sheriff Cade (Cade’s County)
- 1971: The Man and the City
- 1971: Sheriff ohne Colt und Tadel (Nichols)
- 1971: Bonanza
- 1972: Night Gallery
- 1972: Twen-Police (The Mod Squad)
- 1972: Die Straßen von San Francisco
- 1973: California Cops – Neu im Einsatz (auch: Die Rookies)
- 1973: Room 222
- 1973–1974: Barnaby Jones
- 1974: The Fisher Family (auch: This Is the Life)
- 1974: Nachdenkliche Geschichten (Insight)
- 1974: Die Zwei von der Tankstelle (Chico and the Man)
- 1973–1974: Hawaii Fünf-Null
- 1975: Kung Fu
- 1975: Fay
- 1975: Joe Forrester
- 1976: Medical Center (auch: Calling Dr. Gannon)
- 1976: Sara
- 1976–1977: Delvecchio
- 1978: ABC Weekend Specials
- 1973–1978: Police Story – Immer im Einsatz (Police Story)
- 1981: Noch Fragen Arnold? (Diff’rent Strokes)
- 1981: Der unglaubliche Hulk
- 1982: Today’s F.B.I. (Today’s FBI)
- 1982: Capitol
- 1982: Weltkrieg III (Kurzserie; World War III)
- 1983: Das A-Team
- 1983: Hart aber herzlich
- 1984: Der Denver-Clan
- 1984: Agentin mit Herz
- 1984: Trapper John, M.D.
- 1984: Das fliegende Auge
- 1984: Mama Malone
- 1984: Rituals
- 1984: Cagney & Lacey
- 1985: Polizeirevier Hill Street
- 1985: Airwolf
- 1986: Blacke’s Magic
- 1981–1986: Simon & Simon
- 1986: MacGyver
- 1987: Ohara
- 1988: Flugzeugträger U.S.S. Georgetown
- 1989: Ein gesegnetes Team
- 1990: Flash – Der rote Blitz (The Flash)
- 1985–1990: Hunter
- 1991: Der Nachtfalke
- 1991: Lassie (The New Lassie)
- 1990–1992: Zorro – Der schwarze Rächer
- 1993: Mord ist ihr Hobby
- 1994: Zeit der Sehnsucht
- 1995: Live Shot
- 1995: Land’s End – Ein heißes Team für Mexiko (Land’s End)
- 1996: Der Sentinel – Im Auge des Jägers
- 1996: Burning Zone – Expedition Killervirus
- 1997: Pacific Blue – Die Strandpolizei
- 1997: Nash Bridges
- 1998: 413 Hope Street (413 Hope St.)
- 1998: Babylon 5
- 1998: Sunset Beach
- 2001: Mysterious Ways
- 2003: CSI: Miami
- 2003: The Shield – Gesetz der Gewalt
- 2004: She Spies – Drei Ladies Undercover
- 2005: Medical Investigation
- 2008: Ylse